# Ermida da Nossa Senhora de Mércoles
A Ermida de Nossa Senhora de Mércoles, ou simplesmente Senhora de Mércoles, também referida como Igreja de Nossa Senhora de Mércoles ou Santuário de Nossa Senhora de Mércoles, é um pequeno santuário situado a cerca de três quilómetros da cidade de Castelo Branco.
A Ermida de Nossa Senhora de Mércoles encontra-se classificada como Imóvel de Interesse Público desde 1959.

## História
António Roxo afirmou não ter conhecimento algum sobre a origem do termo mércoles, mas pensa-se que no local, ou nas proximidades, terá havido um templo dedicado ao deus pagão Mercúrio e haveria também, todas as primaveras, um culto a ele dedicado - a Mercurália. Na verdade mércoles significa dia de Mercúrio e num processo de aculturação, o cristianismo teria absorvido e reformulado o culto pagão no culto à Virgem Maria, sob a invocação de Mércoles.

## Capela
Não se sabe desde quando existe no local o culto a Nossa Senhora mas na atualidade existe no santuário uma capela que foi construída, ou reconstruída, pelos Templários. Atualmente realiza-se no santuário numa festividade religiosa, acompanhada por uma feira popular, que tem início no terceiro domingo de Páscoa e dura três dias. Porfírio da Silva referiu na sua monografia que, embora a devoção a Nossa Senhora seja anterior, a festividade tem origem numa romaria que se começou a fazer ao santuário, em 1601, no dia do Bom Pastor, por os albicastrenses atribuírem a Nossa Senhora de Mércoles o facto de os ter livrado de uma epidemia.. Nos primórdios do Cristianismo, é possível que o dia do Bom Pastor (quarto Domingo de Páscoa) tivesse sido escolhido para o culto à Virgem Maria por ser a festividade cristã mais próxima da data do culto pagão - a merculália celebrava-se no dia 15 de maio. A romaria ter-se-ia começado a realizar no dia do Bom Pastor por esse motivo. Actualmente a romaria celebra-se no terceiro Domingo de Páscoa.